# Mount Finch
Mount Finch ist ein 2100 m der höchste Berg im ostantarktischen Viktorialand. In den Victory Mountains ragt er an der Westseite der Mündung des Trainer-Gletschers in den Trafalgar-Gletscher auf.
Der United States Geological Survey kartierte ihn anhand eigener Vermessungen und Luftaufnahmen der United States Navy aus den Jahren von 1960 bis 1964. Das Advisory Committee on Antarctic Names benannte ihn 1970 nach Leutnant Jerry L. Finch, Einsatzoffizier und Flugzeugkommandant der Flugstaffel VX-6 bei der Operation Deep Freeze des Jahres 1968.